# ري كينج سوق
ري كيونغ سوك (الكورية 리경숙 ، 李京淑) (1970) هي المغنية الكورية الشمالية. في 7 سنوات اثبتت انها نجمة في الأوبرا ، وجرى الاعتراف بموهبتها .[بحاجة لمصدر]
في عام 1988 ، درست الغناء في معهد الفنون بيونغان حيث انضمت إلى فرقة موسيقية مشهورة في كوريا الشمالية.[بحاجة لمصدر]

## الألبومات
- 반갑습 니다 (نيس لمقابلتك)
- 아리랑 (أريرانغ)
- 도시 처녀 시집 와요 (فتاة ستتزوج الحضري)
- 내이름 묻지 마세요 (لا تسأل اسمي)
- 즐거운 람바다 (لمبادا سعيد)
- 사회주의 좋아 합니다 (الاشتراكية هي جيدة)
- 다시 만납시다 (سنجتمع مرة أخرى)

## وصلات داخلية
- كوريا الشمالية